# Solieria germana
Solieria germana là một loài ruồi trong họ Tachinidae.